# Dee Margo
Donald «Dee» Margo (n. 4 de febrero de 1952) es un empresario y político estadounidense que ocupó el cargo de alcalde de la ciudad de El Paso, Texas de 2017 a 2021.

## Temprana edad y educación
Margo aceptó una beca de fútbol para la Universidad de Vanderbilt en 1970 y se graduó en 1974.

## Carrera
Margo se mudó a El Paso en 1977 desde Nashville, Tennessee para unirse a su suegro en John D. Williams Company. En febrero de 1981, seis días después de que Margo cumpliera 29 años, su suegro sufrió un infarto fatal. Margo había comprado JDW de la finca y amplió la empresa de seis empleados a 70 en el lapso de 30 años.
Margo sirvió durante un período en la Cámara de Representantes de Texas de 2011 a 2013, representando al distrito 78, que cubre partes del condado de El Paso, después de haber derrotado al representante del estado de Texas Joe Moody. Moody derrotó a Margo en una revancha en 2012. El 10 de junio de 2017, se convirtió en el alcalde electo de El Paso después de ganar la segunda vuelta de la elección de alcalde de la ciudad de 2017 contra otro empresario republicano, David Saucedo.
Margo se postula para la reelección contra el exalcalde Oscar Leeser en 2020.

## Vida personal
Margo ha sido residente de El Paso por más de cuarenta años. Él y su esposa Adair se casaron el 21 de agosto de 1976 y se mudaron a El Paso en marzo de 1977, donde criaron a sus hijos. Sus nietas son habitantes de El Paso de quinta generación.

## Historia electoral
| Partido       | Candidato     | Votos  | %    |
| ------------- | ------------- | ------ | ---- |
| No partidista | Dee Margo     | 17 148 | 57,0 |
| No partidista | David Saucedo | 12 941 | 43,0 |